# Haagská skupina

Mapa zobrazující členské státy

Haagská skupina je tvořena státy tzv. globálního jihu, které se zavázaly podporovat a respektovat rozhodnutí Mezinárodního soudního dvora (ICJ) a Mezinárodního trestního soudu (ICC), a to zejména v izraelsko-palestinském konfliktu. Skupina vznikla dne 31. ledna 2025.

## Vznik a cíle
Vznik skupiny byl iniciován mezinárodní organizací Progressive International. Skupina vznikla dne 31. ledna 2025.
Mezi prvními devíti zakládajícími členy byly země: Belize, Bolívie, Honduras, Chile/Kuba, Jihoafrická republika, Kolumbie, Malajsie, Namibie a Senegal. První předsedkyní skupiny se stala indická politička Varsha Gandikota-Nellutla, která zastávala funkci v organizaci Progressive International. Ta uvedla: „Haagská skupina se zrodila z nutnosti. Ve světě, kde mocné národy jednají beztrestně, musíme společně bránit principy spravedlnosti, rovnosti a lidských práv.“
Jihoafrický ministr zahraničních věcí Ronald Lamola uvedl: „Vznik Haagské skupiny vysílá jasný signál: žádný národ nestojí nad zákonem a žádný zločin nezůstane bez odezvy.“ Podle jeho úvodního prohlášení se skupina zavázala „ukončit izraelskou okupaci Státu Palestina a podpořit realizaci nezcizitelného práva palestinského lidu na sebeurčení, včetně práva na svůj nezávislý Stát Palestina“.
Členské státy se dohodly, že zabrání dodávání nebo převozu zbraní, střeliva a souvisejícího vybavení Izraeli ve všech případech, kdy existuje jasné riziko, že by tyto zbraně byly použity k porušování mezinárodního humanitárního práva nebo genocidě, či k jejich usnadnění. Zakládající země oznámily, že zabrání lodím používaným k přepravě zbraní nebo vojenského paliva do Izraele kotvit v kterémkoli z jejich přístavů. Při zahájení činnosti Haagské skupiny předsedkyně Varsha Gandikota-Nellutla uvedla: „Koordinací závazků napříč našimi přístavy, továrnami a soudy si Haagská skupina klade za cíl vybudovat oporu na obranu mezinárodního práva.“
Mezi přítomnými podporovateli na ustavující tiskové konferenci byli členové nezávislých komisí OSN, právníci v oblasti lidských práv a poslanci parlamentů z několika zemí, včetně Janise Varufakise nebo Jeremyho Corbyna.

## Mezinárodní právo
Skupina ve svém úvodním prohlášení odkázala na několik různých právních rozhodnutí a argumentovala, že izraelské činy představují genocidu a porušení mezinárodního práva. Skupina uvádí, že je právní povinností všech států těmto zločinům předcházet. Pro kontext odkazovali na různé dřívější rezoluce OSN, včetně rezoluce Rady bezpečnosti OSN č. 418 z roku 1977, která nařídila povinné zbrojní embargo vůči Jihoafrické republice a jejímu tehdejšímu režimu apartheidu.
Členové skupiny oznámili svůj záměr podpořit Mezinárodní trestní soud (ICC) v souvislosti se zatykači, které vydal na izraelského premiéra Benjamina Netanjahua a jeho bývalého ministra obrany Jo'ava Galanta v rámci vyšetřování soudu v Palestině ohledně zločinů páchaných od června 2014.
Skupina uvedla, že podpoří provádění prozatímních opatření nařízených Mezinárodním soudním dvorem (ICJ) z ledna, března a května 2024 v případu žaloby Jihoafrické republiky proti Izraeli z páchání genocidy a rozhodnutí ICJ ze dne 19. července 2024 v případu izraelské okupace palestinských území.

## Činnosti
V první polovině roku 2025 skupinu opustila Chile a Belize. Nadále ji tvořilo osm zemí.
V polovině července 2025 se v Bogotě konalo první mimořádné zasedání, během kterého členské státy plánovaly dohodnout koordinované konkrétní kroky k prosazování mezinárodního práva. Zasedání se účastnily delegace ze třiceti zemí světa. Hlavní řečnicí byla Francesca Albanese, zpravodajka OSN pro lidská práva na okupovaných palestinských územích. Týden před konáním zasedání na Albenese uvalily Spojené státy americké sankce. Americký ministr zahraničí Marco Rubio to zdůvodnil tím, že Albanese podněcuje Mezinárodní trestní soud (ICC) k postupu proti americkým a izraelským činitelům a firmám. Výsledkem zasedání byla dohoda dvanácti států nedodávat ani nepřepravovat zbraně, palivo ani vybavení izraelské armádě a zabránit plavidlům přepravujícím tyto zásoby v používání jejich přístavů. Země se rovněž zavázaly k přezkoumání veřejných zakázek, aby zabránily tomu, aby veřejné prostředky „podporovaly nezákonnou okupaci palestinského území Izraelem“. Z osmi členských států však závazky podepsalo jen šest (bez Hondurasu a Senegalu). Naopak se k závazkům přidaly nečlenské státy Nikaragua, Indonésie, Irák, Libye, Omán a Svatý Vincenc a Grenadiny.